# Utricularia subg. Bivalvaria
Utricularia subg.  Двостулкові (Bivovalvaria) — підрід роду Утрикулярія (Utricularia).  Його спочатку описав Вільгельм Сульпіц Курц у 1874 році. У монографії Пітера Тейлора 1989 року про рід він скоротив підрід до синоніма в розділі Oligocista, рішення, яке пізніше було скасовано у світлі молекулярно-філогенетичних досліджень, і підрід було відновлено.